# Мірєєва Віра Арсенівна
Ві́ра Арсе́нівна Мірє́єва (Миха́йлова) (22 серпня 1931, м. Калінін (Твер), Росія — 6 липня 2004, м. Красноперекопськ, АР Крим, Україна) — філолог, тюрколог і русистка, викладачка і методистка російської мови, яка віддала 45 років справі просвіти та русифікації тюркських народів Центральної Азії, поетка і прозаїк, журналістка. Відмінник освіти СРСР і відмінник народної освіти Узбецької РСР.

## Біографія
Батьки: Арсеній Павлович Михайлов — кадровий військовий, Віра Володимирівна Михайлова (до шлюбу Карасьова) — домогосподарка. У 1935 році батьки розлучилися і далі Віра жила в родині матері, з вітчимом Федором Юхимовичем Ануфрієвим і двома сестрами. Зустрітися з батьком вдалося лише через 20 років.
У початкову школу пішла в 1939 році в рідному місті, однак навчання перервала війна і жорстокі бої за Калінін взимку 1941 — 1942 року.
З 1943 року мешкала в Україні. Закінчила середню школу в м. Яворові (Львівська область).
У 1949 році вступила у Львівський державний університет імені Івана Франка, а в 1954 році закінчила повний курс цього університету за фахом «російська мова та література», отримала диплом № 678016, за яким рішенням Державної екзаменаційної комісії від 28 червня 1954 року присвоєна кваліфікація філолога.
За розподілом була направлена в м. Нукус (Каракалпакія, Узбекистан). У 1954—1967 роках працювала викладачкою, а потім старшою викладачкою кафедри російського мовознавства Каракалпацького державного педагогічного інституту, у 1967—1989 роках — старшою науковою співробітницею, потім — завідувачкою сектором методики викладання російської мови в Каракалпацькій філії Узбецького науково-дослідного інституту педагогічних наук імені Т. Н. Кари-Ніязова (УзНДІПН). За цей час нею були підготовлені тисячі вчителів російської мови, написані десятки підручників та методичних посібників, близько півтори сотні наукових статей.
У 1989 році вийшла на пенсію, а 1998 м повернулася в Україну, у Крим. На схилі років розкрився літературний дар Віри Мірєєвої. Її перу належать десятки оповідань, віршів, есе, нарисів російською та українською мовою, більша частина яких була надрукована в періодичній пресі України, Узбекистану, Росії. Її поезія і проза різноманітна, вирізняється глибоким ліризмом і філософською компонентою, оптимізмом і щирою любов'ю до життя, людей та природи. Багато її творів носять біографічний характер, центральне місце в них займають спогади про страхіття війни, свідком якої їй довелося стати в дитячі роки, змальовують дикунство німецьких загарбників та шляхетність радянських солдатів.

## Нагороди, почесні звання, подяки

### Державні нагороди
- Медаль «Ветеран праці» — нагороджена за довгорічну сумлінну працю від імені Президії Верховної Ради СРСР та Указом Президії Верховної Ради Каракалпацької АРСР від 24 липня 1985 року.
- Значок «Відмінник освіти СРСР» — нагороджена за великі успіхи, досягнуті в галузі народної освіти та активну участь у суспільно-політичному житті спільним рішенням Міністра освіти СРСР та голови ЦК профспілки працівників освіти, вищої школи і наукових установ № 63-16з від 20 березня 1987 року
- Значок «Відмінник народної освіти Узбецької РСР» — нагороджена рішенням Міністра освіти Узбецької РСР № 16/10 від 24 серпня 1984 року

### Почесні грамоти
- Почесна грамота «За активну участь у роботі XIV Республіканських педчитань з проблеми "Підвищення ефективності уроку як основної форми навчально-виховного процесу"».

Підписи: Міністр освіти Каракалпацької АРСР І. Косимбетов, Голова Обкому профспілки працівників освіти і вищої школи У. Б. Кетебаєва (1981 рік).
- Почесна грамота «За активну участь у висвітленні ходу виконання рішень XXVII з'їзду КПРС і всенародного руху з гідної зустрічі 70-річчя Великого Жовтня». Підпис: редактор газети «Радянська Каракалпакія» Ю. А. Леонтічев (5 травня 1987 року).
- Почесна грамота «За успішну роботу в галузі народної освіти». Підписи: Міністр освіти СРСР М. А. Прокофьєв, Голова ЦК профспілки працівників освіти, вищої школи і наукових установ Т. П. Янушковська (Москва, 24 січня 1979 року, № 14232)
- Почесна грамота Державного Комітету Каракалпацької АРСР з питань телебачення та радіомовлення «За зразкову працю по пропаганді рішень XXVI з'їзду КПРС, комуністичному вихованню та мобілізацію трудовиків на виконання народно-господарських завдань». Підписи: Голова Держтелерадіо ККАРСР А. Карлибаев, Секретар парторганізації Г. Султанова, Голова МК профспілок С. Аббазов, Секретар комсомольської організації А. Калімбетов (1981 рік).

### Подяки
- Подяка з занесенням в особисту справу «За активну участь у Республіканських педчитаннях, присвячених 100-річчю з дня народження В. І. Леніна, за змістовну доповідь і досягнуті успіхи у справі виховання та навчання підростаючого покоління». На підставі постанови колегії Міносвіти ККАРСР і Президії Обкому профспілок № 219/34 від 28 грудня 1969 року. Підпис: Заст. директора Каракалпацької філії науково-дослідного інституту педнаук УзРСР Бердимуратов.
- Подяка з занесенням в трудову книжку в ознаменування 60-річчя Великої Жовтневої соціалістичної революції «За успіхи в науково-дослідної діяльності та активну участь у суспільному житті». Наказ № 85 від 04 листопада 1977 року. Підпис: Заст. директора УзНДІПН по Каракалпацькій філії Тажімуратов.
- Подяка з занесенням в трудову книжку з нагоди свята 8 Березня «За трудові успіхи». Наказ № 19 від 02 березня 1979 року. Підпис: Директор УзНДІПН по Каракалпацькій філії Алимов.

## Наукові праці

### Книги
- В. А. Миреева, И. А. Муятдинов, И. И. Янин. Російська мова: Підручник для IV класів каракалпацької школи = Русский язык: Учебник для IV классов каракалпакской школы. — 4-е вид. — Нукус : Каракалпакстан, 1979. — 202 с.

- В. А. Мірєєва. Методика роботи з магнітофоном на уроках російської мови в каракалпацькій школі = Методика работы с магнитофоном на уроках русского языка в каракалпакской школе. — Нукус : Каракалпакстан, 1981. — 50 с.

- В. А. Мірєєва, Л. В. Сазонова, Р. П. Хван. Дидактичний матеріал з російської мови для початкових класів каракалпацької школи = Дидактический материал по русскому языку для начальных классов каракалпакской школы. — Нукус : Каракалпакстан, 1981. — 178 с.

- В.А. Мірєєва. Вивчаємо російську мову. Посібник для факультативних занять з російської мови в 7-8-х класів каракалпацької школи [методичний посібник для вчителів] = Изучаем русский язык. Пособие для факультативных занятий по русскому языку в 7-8-х классов каракалпакской школы [Методическое пособие для учителей]. — Нукус : Каракалпакстан, 1983. — 74 с.

- А. У. Умаров, В. А. Мірєєва. Російська мова: підручник для 3-го класу каракалпацької школи = Русский язык: учебник для 3-го класса каракалпакской школы. — Нукус : Каракалпакстан, 1987. — 222 с.

- В. А. Мірєєва. Навчання російській вимові в каракалпацькій школі = Обучение русскому произношению в каракалпакской школе. — Нукус : Каракалпакстан, 1988. — 92 с.

- В. А. Мірєєва, С. Б. Бабаєв, Т. Бекмуратов. Дидактичний матеріал з російської мови для 1-го класу реформованої школи з каракалпацькою мовою навчання: (навчально-методичний посібник) = Дидактический материал по русскому языку для 1-го класса реформированной школы с каракалпакским языком обучения: (Учебно-методическое пособие). — Нукус : Каракалпакстан, 1989. — 94 с.

- В. А. Мірєєва, А. У. Умаров. Методичний посібник до підручника «Російська мова» для 4 класу каракалпацької школи = Методическое руководство к учебнику «Русский язык» для 4 класса каракалпакской школы. — Нукус : Каракалпакстан, 1990. — 116 с.

- В. А. Мірєєва, А. А. Панабергенов. Навчання мовленню російською мовою в каракалпацькій школі (методичний посібник для вчителя) = Обучение говорению на русском языке в каракалпакской школе (методическое пособие для учителя). — Нукус : Каракалпакстан, 1990. — 114 с.

- В. А. Мірєєва, А. У. Умаров. Російська мова: пробний підручник для 4-го класу чотирирічної початкової каракалпацької школи = Русский язык: пробный учебник для 4-го класса четырёхлетней начальной каракалпакской школы. — Нукус : Каракалпакстан, 1990. — 277 с.

- А. У. Умаров, В. А. Мірєєва. Російська мова: підручник для 3-го класу каракалпацької школи = Русский язык: учебник для 3-го класса каракалпакской школы. — 2-е вид. — Нукус : Каракалпакстан, 1990. — 222 с.

- А. У. Умаров, В. А. Мірєєва. Російська мова: для 5-го класу каракалпацької школи [пробний підручник] = Русский язык: для 5-го класса каракалпакской школы [Пробный учебник]. — Нукус : Каракалпакстан, 1990. — 207 с.

- Л. В. Сазонова, В. А. Мірєєва. Ми розмовляємо російською. Експериментальний посібник з посиленим навчанням російській мові для початкової чотирирічної школи з каракалпацькою мовою навчання = Мы говорим по-русски. Экспериментальное пособие по усиленному обучению русскому языку для начальной четырёхлетней школы с каракалпакским языком обучения. — 1-е вид. — Нукус : Білім, 1991. — 76 с.

- А. У. Умаров, В. А. Мірєєва. Російська мова: підручник для 3-го класу каракалпацької школи = Русский язык: Учебник для 3-го класса каракалпакской школы. — 3-е вид. — Нукус : Білім, 1992. — 214 с.

### Статті
Науковий доробок В. А. Мірєєвої нараховує більше 150 статей; тут згадані лише деякі з них:
- В. А. Мірєєва. Шляхи подолання фонетіческіх помилок у російської мови учнів п'ятих класів каракалпацької школи // Вісник Каракалпацького Відділення АН Республіки Узбекистан. — № 2. — 1965. — С. 81.
- В. А. Мірєєва. До питання про наголос в російській та каракалпацькій мовах // Вісник Каракалпацького Відділення АН Республіки Узбекистан, № 2, 1966, C. 96
- В. А. Мірєєва. Роль фонетіческіх вправ над збігом приголосних в складі // Вісник Каракалпацького Відділення АН Республіки Узбекистан, № 2, 1968, С. 89
- В. А. Мірєєва. Книга про культуру та освіту в Хорезмській республіці // Вісник Каракалпацького Відділення АН Республіки Узбекистан, № 4, 1968, С. 95
- В. А. Мірєєва. Формування у школярів потреби в знаннях на уроках російської мови // Вісник Каракалпацького відділення АН Республіки Узбекистан, № 2, 1978, С. 88
- В. А. Мірєєва. Особливості інтерференції та шляхи її подолання в російській вимові школярів-каракалпаків // Вісник Каракалпацького відділення АН Республіки Узбекистан, № 4, 1979, С. 84
- В. А. Мірєєва, А. А. Панабергенов. До питання про білінгвізм // Вісник Каракалпацького Відділення АН Республіки Узбекистан, № 1, 1989, С. 76

### Публікації про Мірєєву
- Р. А. Сафаров. Вивчають російську мову з радіо // Газета «Правда Сходу». 1 лютого. 1989 м.
- А. Бутвіловська. Інтернаціональне виховання // Газета «Радянська Каракалпакія», 28 березня, 1989 г.
- А. Бутвіловська.  Визнали найкращим // Газета «Радянська Каракалпакія», 20 січня, 1989 г. № 15 (14785) (рос.)